# Élections législatives vanuataises de 2002
Des élections législatives ont lieu au Vanuatu le 2 mai 2002. 
Trois Premiers ministres se sont succédé depuis les élections de mars 1998. Donald Kalpokas, du Vanua'aku Pati, est renversé par une motion de censure et remplacé par Barak Sopé (du Parti progressiste mélanésien) en novembre 1999 ; Edward Natapei, du Vanua'aku Pati, prend la tête du pays par le même procédé, avec le soutien de l'Union des Partis modérés, en avril 2001. Au terme du mandat de la législature élue en 1998, il recherche donc un mandat de la part des citoyens pour demeurer au poste de premier ministre. Le Vanua'aku Pati et l'UPM présentent chacun des candidats séparément, mais ont signé un accord pour maintenir leur gouvernement de coalition après l'élection, avec Natapei à sa tête. Le gouvernement est donc désigné d'avance, si tant est que les deux partis puissent obtenir ensemble une majorité de sièges. Le Parti national unifié se présente comme la principale force d'opposition.
Par ailleurs, l'ancien premier ministre Maxime Carlot Korman a quitté l'UPM lorsque ce dernier l'en a écarté de la direction en 1998. Il se présente aux élections de 2002 avec son propre mouvement, le Parti républicain de Vanuatu. La Confédération des Verts du Vanuatu, un parti écologiste, est également nouveau.
Il y a 327 candidats, dont 136 indépendants.

## Résultats

### Résultats d'ensemble
Le Vanua'aku Pati et l'UPM obtiennent ensemble vingt-neuf sièges, soit une majorité absolue ; Edward Natapei est donc reconduit au poste de premier ministre. Le Parti national unifié, principal parti d'opposition, n'obtient qui huit sièges. Les Verts font leur entrée au Parlement, avec trois sièges.
| Partis ou coalitions | Partis ou coalitions             | Dirigeants                    | Sièges | Changement par rapport à 1998 |
| -------------------- | -------------------------------- | ----------------------------- | ------ | ----------------------------- |
|                      | Union des Partis modérés         | Serge Vohor                   | 15     | +3                            |
|                      | Vanua'aku Pati                   | Edward Natapei                | 14     | -4                            |
|                      | Parti national unifié            | Dinh Van Than                 | 8      | -3                            |
|                      | Parti républicain                | Maxime Carlot Korman          | 3      | +2                            |
|                      | Confédération verte-Namangi-Aute | Moana Carcasses-Paul Telukluk | 3      | +2                            |
|                      | Parti progressiste mélanésien    | Barak Sopé                    | 2      | -3                            |
|                      | Parti fren mélanésien            | Albert Ravutia                | 1      | 0                             |
|                      | Parti progressiste populaire     | Sato Kilman                   | 1      | +1                            |
|                      | Candidats indépendants et autres | n/a                           | 5      | +3                            |

### Résultats par circonscription
Les résultats sont les suivants :
Ambae : 3 députés
| Candidat                | Parti | Parti             | Voix | % | Résultat |
| ----------------------- | ----- | ----------------- | ---- | - | -------- |
|                         |       |                   |      |   |          |
| Jacques Sésé            |       | UPM               | 767  |   | réélu    |
| Samson Bue              |       | UPM               | 764  |   | élu      |
| James Bule              |       | PNU               | 671  |   | réélu    |
| Peter Vuta              |       | sans étiquette    | 560  |   |          |
| Wilson Aru              |       | VP                | 376  |   |          |
| Amos Bangabiti          |       | Parti républicain | 369  |   |          |
| John Wari               |       | sans étiquette    | 265  |   |          |
| Andrew Tari             |       | MIV               | 198  |   |          |
| Tarikwaka Hollingsworth |       | sans étiquette    | 190  |   |          |
| John Tarilama           |       | VP                | 153  |   |          |
| Frank Bolem             |       | PPM               | 65   |   |          |
| Maxwel Thomas           |       | PC                | 23   |   |          |

Ambrym : 2 députés
| Candidat                 | Parti | Parti             | Voix | % | Résultat      |
| ------------------------ | ----- | ----------------- | ---- | - | ------------- |
|                          |       |                   |      |   |               |
| Roger Abiut              |       | sans étiquette    | 509  |   | élu           |
| Raphael Worwor           |       | UPM               | 467  |   | élu           |
| Jossie Masmas            |       | Parti républicain | 457  |   |               |
| Daniel Bangtor           |       | VP                | 409  |   | sortant battu |
| Irene Bongnaim Leingkone |       | Parti républicain | 373  |   | sortant battu |
| Edwin Wuan               |       | ACN               | 310  |   |               |
| Marokon Alilee           |       | sans étiquette    | 219  |   |               |
| Andrew Welwel            |       | PPM               | 188  |   |               |
| Charlie Tugon            |       | PNU               | 187  |   |               |
| Avock Pandad Bakon       |       | PC                | 132  |   |               |
| René Haoul               |       | Verts             | 100  |   |               |

îles Banks et Torrès : 2 sièges
| Candidat              | Parti | Parti             | Voix | % | Résultat      |
| --------------------- | ----- | ----------------- | ---- | - | ------------- |
|                       |       |                   |      |   |               |
| Nicholas Brown        |       | sans étiquette    | 697  |   | élu           |
| Barnabas Wilson       |       | PNU               | 682  |   | réélu         |
| Dunstan Hilton        |       | PPP               | 464  |   |               |
| Stanley Reginold      |       | PNU               | 437  |   | sortant battu |
| Paul Kammy            |       | PPM               | 304  |   |               |
| Nelson Bann           |       | UPM               | 255  |   |               |
| Aiden Lawrence Wilson |       | ACN               | 192  |   |               |
| Edwin Basil           |       | Parti républicain | 128  |   |               |
| Wilfred Erislomegev   |       | PC                | 80   |   |               |

Éfaté : 4 députés
| Candidat            | Parti | Parti             | Voix | % | Résultat      |
| ------------------- | ----- | ----------------- | ---- | - | ------------- |
|                     |       |                   |      |   |               |
| Donald Kalpokas     |       | VP                | 875  |   | réélu         |
| Jimmy Meto Chilia   |       | PNU               | 753  |   | élu           |
| Barak Sopé          |       | PPM               | 730  |   | réélu         |
| Steven Kalsakau     |       | UPM               | 642  |   | élu           |
| Kolen Natonga       |       | ACN               | 591  |   |               |
| Roro Sampo          |       | sans étiquette    | 527  |   |               |
| Foster Rakon        |       | VP                | 513  |   | sortant battu |
| Joe Carlo           |       | VP                | 507  |   | sortant battu |
| Jonstone Tau        |       | sans étiquette    | 384  |   |               |
| Bill Kalsrap Kalpoi |       | Verts             | 307  |   |               |
| Brothy Faratia      |       | sans étiquette    | 300  |   |               |
| Jack Norris         |       | PPP               | 292  |   |               |
| Donald Manamena     |       | PPP               | 283  |   |               |
| Lionel Kaluat       |       | Parti républicain | 281  |   |               |
| Frank Numalo        |       | Union tan         | 230  |   |               |
| Jack Kallon         |       | ACN               | 228  |   |               |
| Charley Kalmet      |       | PPM               | 206  |   |               |
| Louis Guy Carlot    |       | Parti républicain | 191  |   |               |
| David Fantanumata   |       | MIV               | 170  |   |               |
| Leias Cullwick      |       | sans étiquette    | 129  |   |               |
| Kalsua Masaii       |       | sans étiquette    | 117  |   |               |
| Peris Kalopong      |       | sans étiquette    | 105  |   |               |
| Hendon Kalsakau     |       | sans étiquette    | 63   |   |               |
| Sakary Fateful      |       | sans étiquette    | 60   |   |               |
| Peter Taurakoto     |       | sans étiquette    | 34   |   |               |
| Amos Wayane         |       | MIV               | 32   |   |               |
| Joel Kaltamat       |       | sans étiquette    | 18   |   |               |

Épi : 2 députés
| Candidat             | Parti | Parti             | Voix | % | Résultat |
| -------------------- | ----- | ----------------- | ---- | - | -------- |
|                      |       |                   |      |   |          |
| Jean Galibert        |       | Parti républicain | 463  |   | élu      |
| Isabelle Donald      |       | VP                | 443  |   | élue     |
| Korah Maki           |       | UPM               | 348  |   |          |
| Mowa Kora            |       | PPM               | 273  |   |          |
| Joshua Fakamali      |       | PNU               | 268  |   |          |
| Simeon Davidson      |       | PPP               | 207  |   |          |
| Kaindum Baiagk Atis  |       | sans étiquette    | 125  |   |          |
| Michel Alick Sokoliu |       | sans étiquette    | 93   |   |          |
| Tony Nehemaiah       |       | MIV               | 35   |   |          |
| Amarilui James       |       | PC                | 4    |   |          |

Erromango / Aniwa / Futuna / Anatom : 1 député
| Candidat           | Parti | Parti             | Voix | % | Résultat |
| ------------------ | ----- | ----------------- | ---- | - | -------- |
|                    |       |                   |      |   |          |
| Thomas Nithitauaei |       | VP                | 581  |   | élu      |
| Thomas Nentu       |       | Parti républicain | 343  |   |          |
| Rasel Lovo         |       | Verts             | 148  |   |          |
| Frederick Yaweva   |       | UPM               | 142  |   |          |
| Apei John Mete     |       | PPM               | 121  |   |          |
| Jacob Narvot       |       | PPP               | 81   |   |          |

Luganville : 2 députés
| Candidat          | Parti | Parti             | Voix | % | Résultat |
| ----------------- | ----- | ----------------- | ---- | - | -------- |
|                   |       |                   |      |   |          |
| George Wells      |       | VP                | 604  |   | réélu    |
| François Luc Baba |       | UPM               | 557  |   | élu      |
| Jimmy Awa         |       | PPM               | 414  |   |          |
| Leo Tamata        |       | PNU               | 330  |   |          |
| Joseph Luke       |       | Verts             | 175  |   |          |
| Sam Toa           |       | sans étiquette    | 175  |   |          |
| Jean Marl Massing |       | PC                | 157  |   |          |
| Mathilda Hohinke  |       | Parti républicain | 118  |   |          |
| Japeth Piter      |       | PFM               | 114  |   |          |
| Aindep Kensen     |       | sans étiquette    | 111  |   |          |
| Samuel Restuntune |       | PPP               | 93   |   |          |
| Elizabeth Tasso   |       | MIV               | 51   |   |          |
| Peter Paralyiu    |       | Union tan         | 33   |   |          |
| Tom Havok         |       | ACN               | 25   |   |          |

Maewo : 1 député
| Candidat       | Parti | Parti          | Voix | % | Résultat      |
| -------------- | ----- | -------------- | ---- | - | ------------- |
|                |       |                |      |   |               |
| Philip Boedoro |       | VP             | 632  |   | élu           |
| Paul Ren Tari  |       | PNU            | 351  |   | sortant battu |
| Gibson Liu     |       | sans étiquette | 193  |   |               |
| James Tamata   |       | PPM            | 96   |   |               |
| Paul Siro      |       | PPP            | 54   |   |               |

Malekula : 7 députés
| Candidat               | Parti | Parti             | Voix | % | Résultat      |
| ---------------------- | ----- | ----------------- | ---- | - | ------------- |
|                        |       |                   |      |   |               |
| Sato Kilman            |       | PPP               | 985  |   | réélu         |
| Paul Telukluk          |       | N-A               | 782  |   | réélu         |
| Jackleen Reuben        |       | VP                | 676  |   | réélu         |
| Esmon Saimon           |       | PPM               | 648  |   | réélu         |
| John Morrison Willie   |       | VP                | 609  |   | réélu         |
| Jepeth Mali Nawilau    |       | sans étiquette    | 538  |   | élu           |
| Donna Browny           |       | Parti républicain | 525  |   | élu           |
| Staki Bong             |       | PNU               | 512  |   |               |
| Jacob Thyna            |       | PFM               | 465  |   | sortant battu |
| Lucien Litoung         |       | PNU               | 424  |   |               |
| Pierre Andrew Natnaur  |       | sans étiquette    | 418  |   |               |
| Obed Masingiow         |       | VP                | 381  |   |               |
| Jenneck Samuel         |       | sans étiquette    | 381  |   |               |
| Cyriaque Metmetsan     |       | UPM               | 378  |   |               |
| Willion Nimbwen        |       | PPM               | 324  |   |               |
| Maxwell Maltok         |       | sans étiquette    | 323  |   |               |
| Ennis Simeon           |       | PPM               | 316  |   |               |
| Longdal Nobel          |       | UPM               | 306  |   |               |
| Hugo Belbong           |       | PC                | 292  |   |               |
| Dominique Lockvaro     |       | Verts             | 260  |   |               |
| Marcellino Barthelemy  |       | ACN               | 243  |   |               |
| Willie Yannick         |       | Parti républicain | 211  |   |               |
| Manjab Androng         |       | sans étiquette    | 208  |   |               |
| Rasen Jerethy          |       | UPM               | 204  |   |               |
| George Thompson        |       | PPP               | 199  |   |               |
| Fabian Maleb           |       | UPM               | 190  |   |               |
| Nbekrow Kolen          |       | sans étiquette    | 187  |   |               |
| Timothy Maxime Nibtirk |       | N-A               | 171  |   |               |
| Anata Lingtamat        |       | sans étiquette    | 121  |   |               |
| Willie Apia Masing     |       | sans étiquette    | 176  |   |               |
| Markson Nibtirk        |       | sans étiquette    | 126  |   |               |
| Jimmy Daniel Aptvanu   |       | sans étiquette    | 96   |   |               |
| Labi Anderson          |       | PNU               | 85   |   |               |
| Boie Kalboie           |       | PC                | 75   |   |               |
| William Shem           |       | sans étiquette    | 69   |   |               |
| Gideon Harrison        |       | sans étiquette    | 64   |   |               |

Malo / Aore : 1 député
| Candidat      | Parti | Parti             | Voix | % | Résultat      |
| ------------- | ----- | ----------------- | ---- | - | ------------- |
|               |       |                   |      |   |               |
| Leo Tamata    |       | VP                | 486  |   | élu           |
| Alvea Sano    |       | PPM               | 483  |   |               |
| Josias Moli   |       | UPM               | 467  |   | sortant battu |
| Natu Muele    |       | PNU               | 165  |   |               |
| Maso John     |       | PPP               | 119  |   |               |
| George Tavuti |       | PFM               | 90   |   |               |
| Tensley Moli  |       | Parti républicain | 81   |   |               |
| Ken Mansi     |       | Nagriamel         | 81   |   |               |

Paama : 1 député
| Candidat    | Parti | Parti             | Voix | % | Résultat |
| ----------- | ----- | ----------------- | ---- | - | -------- |
|             |       |                   |      |   |          |
| Sam Avok    |       | VP                | 424  |   | réélu    |
| David Tiaen |       | PPM               | 313  |   |          |
| Noël Takau  |       | Parti républicain | 121  |   |          |

Pentecôte : 4 députés
| Candidat        | Parti | Parti             | Voix | % | Résultat      |
| --------------- | ----- | ----------------- | ---- | - | ------------- |
|                 |       |                   |      |   |               |
| Ham Lini        |       | PNU               | 845  |   | élu           |
| Charlot Salwai  |       | UPM               | 534  |   | élu           |
| Michael Ture    |       | sans étiquette    | 533  |   | élu           |
| David Tossul    |       | PNU               | 455  |   | élu           |
| Édouard Melsul  |       | Parti républicain | 389  |   |               |
| Gaetano Bulewak |       | Verts             | 329  |   |               |
| Moses Tabi      |       | sans étiquette    | 323  |   |               |
| Frazer Sine     |       | sans étiquette    | 323  |   |               |
| Barnabas Tabi   |       | PNU               | 290  |   | sortant battu |
| Ezekiel Bule    |       | PPM               | 289  |   |               |
| Noël Tamata     |       | PPP               | 273  |   |               |
| Mikael Tabisini |       | sans étiquette    | 249  |   |               |
| Luke Warry      |       | MIV               | 233  |   |               |
| James Lala      |       | VP                | 150  |   |               |
| Robson Siro     |       | ACN               | 148  |   |               |
| Jonas Tabi      |       | PNU               | 140  |   |               |
| John Leo Tamata |       | sans étiquette    | 123  |   |               |
| Philion Nari    |       | MIV               | 108  |   |               |
| Norbet Sumsum   |       | Verts             | 89   |   |               |
| Edwin Buletik   |       | ACN               | 49   |   |               |
| Clement Leo     |       | sans étiquette    | 33   |   |               |

Port-Vila : 6 députés
| Candidat                | Parti | Parti             | Voix  | % | Résultat      |
| ----------------------- | ----- | ----------------- | ----- | - | ------------- |
|                         |       |                   |       |   |               |
| Edward Natapei          |       | VP                | 1 223 |   | réélu         |
| Moana Carcasses Kalosil |       | Verts             | 774   |   | réélu         |
| Willie Jimmy            |       | PNU               | 593   |   | réélu         |
| Job Dalesa              |       | VP                | 552   |   | élu           |
| Henri Tari              |       | UPM               | 549   |   | réélu         |
| Maxime Carlot Korman    |       | Parti républicain | 487   |   | réélu         |
| Alick George Noel       |       | UPM               | 425   |   |               |
| Marie-Noëlle Patterson  |       | sans étiquette    | 380   |   |               |
| Ken Hosea               |       | PPM               | 367   |   |               |
| Willie Kaloris          |       | sans étiquette    | 362   |   |               |
| Éphraïm Kalsakau        |       | Union tan         | 346   |   |               |
| Clement Leo             |       | VP                | 345   |   | sortant battu |
| Pierre Tore             |       | sans étiquette    | 340   |   |               |
| George Bogiri           |       | PNU               | 302   |   |               |
| Peter Sovuai            |       | sans étiquette    | 282   |   |               |
| Nasse Steward           |       | ACN               | 262   |   |               |
| Peter Bong              |       | ACN               | 255   |   |               |
| Joseph Tord             |       | UPM               | 249   |   |               |
| Fidele Vanusoksok       |       | PPP               | 221   |   |               |
| Sam Mahit               |       | sans étiquette    | 183   |   |               |
| Maurice Michel          |       | sans étiquette    | 162   |   |               |
| Johnny Albert Stephen   |       | sans étiquette    | 146   |   |               |
| Willi ali Varasmaite    |       | sans étiquette    | 134   |   |               |
| William Edgell          |       | sans étiquette    | 129   |   |               |
| James Kere              |       | sans étiquette    | 107   |   |               |
| Shem Rarua              |       | PC                | 107   |   |               |
| Claes Bjornum           |       | MIV               | 79    |   |               |
| Eileen Leitaripoa       |       | sans étiquette    | 75    |   |               |
| William Haling          |       | sans étiquette    | 58    |   |               |
| Jim Moli James          |       | sans étiquette    | 26    |   |               |
| Roselyn Tor             |       | sans étiquette    | 23    |   |               |

Santo : 7 députés
| Candidat            | Parti | Parti             | Voix | % | Résultat      |
| ------------------- | ----- | ----------------- | ---- | - | ------------- |
|                     |       |                   |      |   |               |
| Sela Molisa         |       | VP                | 945  |   | réélu         |
| Serge Vohor         |       | UPM               | 858  |   | réélu         |
| Albert Ravutia      |       | PFM               | 696  |   | réélu         |
| Jimmy Imbert        |       | UPM               | 510  |   | réélu         |
| Philip Andikar      |       | sans étiquette    | 509  |   | élu           |
| Denis Philip        |       | UPM               | 506  |   | élu           |
| Jean-Alain Mahé     |       | UPM               | 502  |   | réélu         |
| Sandy lavcuth       |       | PNU               | 458  |   |               |
| Vatambe Reme        |       | PPM               | 445  |   |               |
| John Tarimolibaraf  |       | PNU               | 435  |   |               |
| Iavro Boaz          |       | VP                | 420  |   |               |
| Shem Kalo           |       | PNU               | 401  |   |               |
| Silas Poporo        |       | Parti républicain | 401  |   |               |
| Édouard Bororoa     |       | sans étiquette    | 316  |   |               |
| Savuia Saksak       |       | Nagriamel         | 236  |   |               |
| Steven Loddy        |       | Nagriamel         | 228  |   |               |
| James Surai         |       | sans étiquette    | 218  |   |               |
| Alain Aruvuti       |       | Parti républicain | 216  |   |               |
| Philip Pasvu Iercet |       | sans étiquette    | 212  |   | sortant battu |
| Matsamatsa Maxwel   |       | PFM               | 201  |   |               |
| Andrew Hutchinson   |       | sans étiquette    | 116  |   |               |
| Tom Tafti Valele    |       | PPM               | 107  |   |               |
| Manuel Peter        |       | PC                | 105  |   |               |
| Daniel Molisa       |       | PPP               | 100  |   |               |
| Stephen Boroni      |       | VP                | 79   |   |               |
| Andrew Jimmy        |       | sans étiquette    | 69   |   |               |
| Visi Barnabas       |       | PC                | 58   |   |               |

Tanna : 7 députés
| Candidat          | Parti | Parti             | Voix | % | Résultat      |
| ----------------- | ----- | ----------------- | ---- | - | ------------- |
|                   |       |                   |      |   |               |
| Joe Natuman       |       | VP                | 910  |   | réélu         |
| Morkin Steven     |       | PNU               | 812  |   | réélu         |
| Jimmy Nicklam     |       | VP                | 669  |   | réélu         |
| Willie Posen      |       | UPM               | 627  |   | réélu         |
| Isaac Judah       |       | UPM               | 608  |   | élu           |
| François Kaopa    |       | UPM               | 594  |   | élu           |
| Keasipai Song     |       | Verts             | 534  |   | réélu         |
| Moses Kahu        |       | sans étiquette    | 497  |   |               |
| Tom Nipiau        |       | PPP               | 477  |   |               |
| Harry Iauko       |       | PNU               | 449  |   |               |
| Johnny Napilepile |       | sans étiquette    | 458  |   |               |
| Willie Lop        |       | sans étiquette    | 432  |   |               |
| Harris Naunun     |       | Verts             | 415  |   | sortant battu |
| Richard Tapo      |       | PNU               | 343  |   |               |
| Simon Kaukare     |       | sans étiquette    | 330  |   |               |
| Henri Iauko       |       | PPM               | 325  |   | sortant battu |
| Tausi Barnabas    |       | ACN               | 321  |   |               |
| Willie Toama      |       | Verts             | 312  |   |               |
| Nanua George      |       | Verts             | 258  |   |               |
| Peter Jeremiah    |       | Parti républicain | 200  |   |               |
| David Hosea       |       | PPP               | 191  |   |               |
| Iala Nipio        |       | PPM               | 179  |   |               |
| Peter Etap        |       | sans étiquette    | 147  |   |               |
| Masel Manua       |       | sans étiquette    | 120  |   |               |
| Katu Johnny       |       | sans étiquette    | 36   |   |               |
| Jack Kapum        |       | PC                | 13   |   |               |

Tongoa : 1 député
| Candidat                  | Parti | Parti          | Voix | % | Résultat      |
| ------------------------- | ----- | -------------- | ---- | - | ------------- |
|                           |       |                |      |   |               |
| Seule Tom                 |       | PNU            | 276  |   | élu           |
| John Robert Alick         |       | VP             | 207  |   | sortant battu |
| Peter Moses               |       | sans étiquette | 205  |   |               |
| Albert Moses              |       | PC             | 123  |   |               |
| David Michel Taripoa      |       | UPM            | 118  |   |               |
| John Pakoa Riki           |       | PPM            | 81   |   |               |
| Willie James Taripoarerei |       | MIV            | 30   |   |               |
| Supa Tisanaripu           |       | sans étiquette | 8    |   |               |

îles Shepherd : 1 député
| Candidat          | Parti | Parti | Voix | %      | Résultat      |
| ----------------- | ----- | ----- | ---- | ------ | ------------- |
|                   |       |       |      |        |               |
| Toara Daniel Kalo |       | UPM   | 422  | 57,7 % | élu           |
| Amos Titongoa     |       | VP    | 307  | 41,9 % | sortant battu |
| Donald Kalo       |       | PNU   | 3    | 0,4 %  |               |